# Кривонос, Пётр Фёдорович

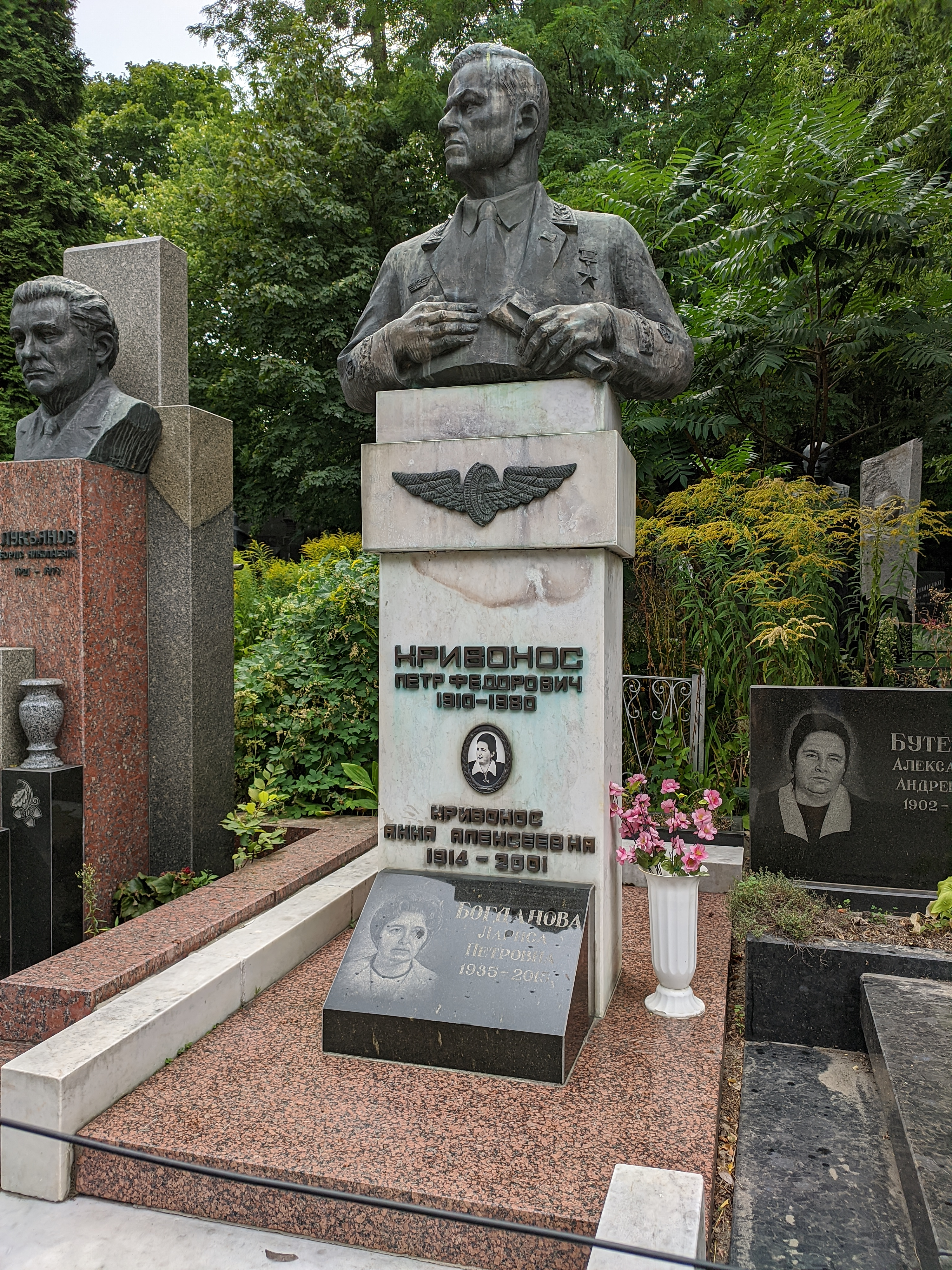
Могила Петра Кривоноса на Байковом кладбище

Пётр Фёдорович Кривоно́с (29 июня [12 июля] 1910, Феодосия — 19 октября 1980, Киев) — деятель советского железнодорожного транспорта, генерал-директор тяги 1-го ранга, один из инициаторов Стахановского движения на железнодорожном транспорте, Герой Социалистического Труда (1943).

## Биография

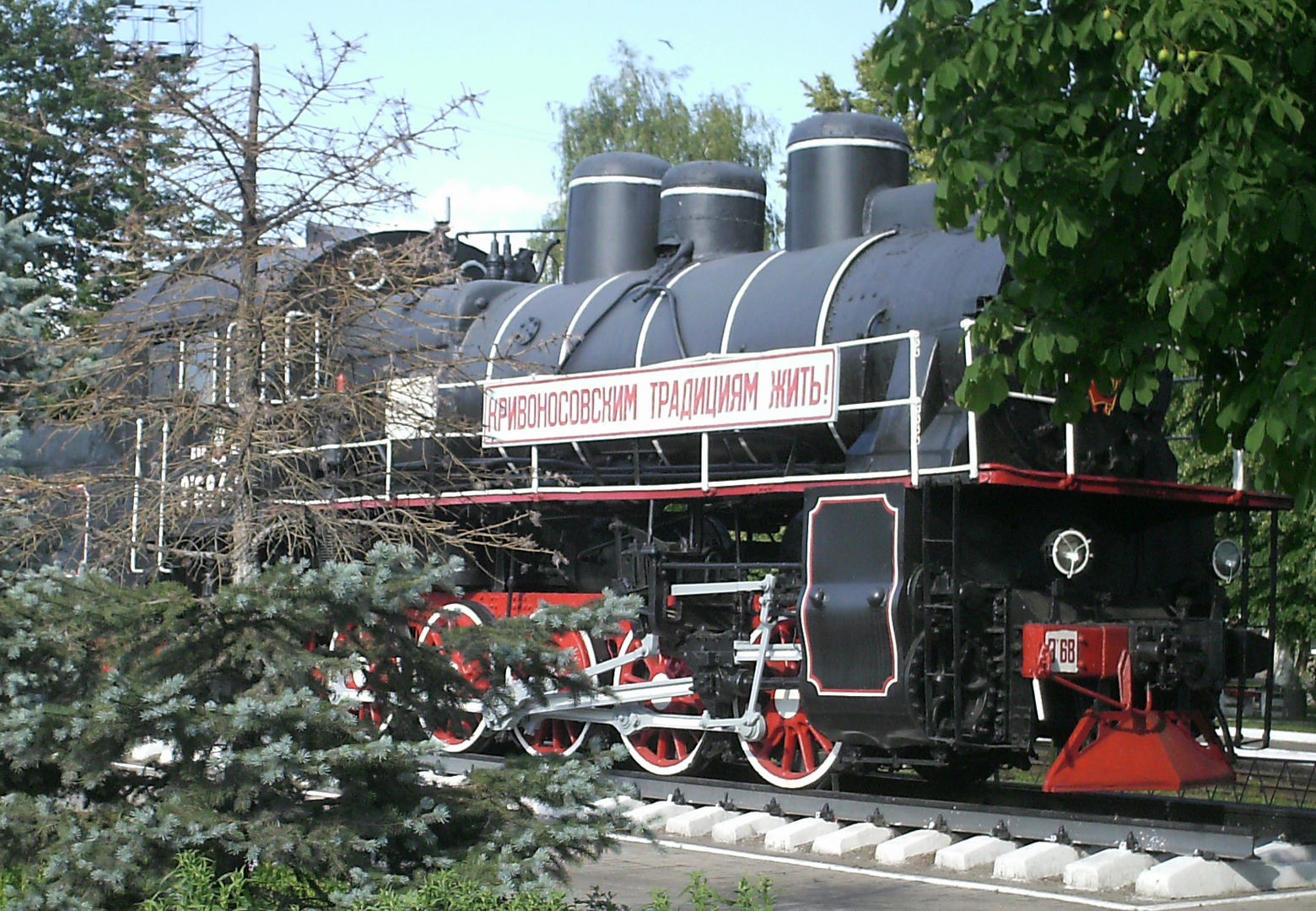
Паровоз Кривоноса Э^{у}684-37 в Славянске

Родился 29 июня (12 июля) 1910 года в городе Феодосии Российской империи в семье железнодорожника. Украинец. В 1913 году семья переехала в город Славянск. После окончания школы-семилетки работал слесарем в паровозном депо. В 1926—1929 годах учился в школе ФЗУ в городе Славянске.
В 1929 году, после окончания ФЗУ, начал работать в паровозном депо Славянска Донецкой железной дороги. Член КПСС с 1929. В 1935 году, будучи паровозным машинистом, первым на транспорте при вождении грузовых поездов увеличил форсировку котла паровоза, благодаря чему техническая скорость была повышена вдвое, до 46-47 км/час. Имел многочисленных последователей («кривоносовцы»). Окончил Московский электромеханический институт ж.-д. транспорта им. Ф. Э. Дзержинского (1953). С 1953 начальник Юго-Западной железной дороги, однако ещё в 1941 году упоминается в газете «Известия» как начальник Северо-Донецкой железной дороги.
С именем Петра Кривоноса связано открытие Детской железной дороги в Киеве, в Сырецком парке. 2 августа 1953 на День железнодорожника в голубых и тёмно-красных вагончиках прокатилась детвора, и первый поезд вёл легендарный Пётр Кривонос. Также именно по его инициативе у центрального вокзала города был поставлен на постамент паровоз ИС, который в настоящее время является единственным сохранившимся целиком представителем серии.
Делегат XVIII-го съезда ВКП(б) и XXII-го съезда КПСС. В 1939—1952 годах — член Центральной ревизионной комиссии ВКП(б). Депутат Верховного Совета СССР 1—5-го созывов. Избирался членом ЦК КП Украины на 14—16-м, 18—22-м съездах коммунистической партии Украины.
Жил в Киеве. Скончался 19 октября 1980 года, похоронен на Байковом кладбище.

## Награды

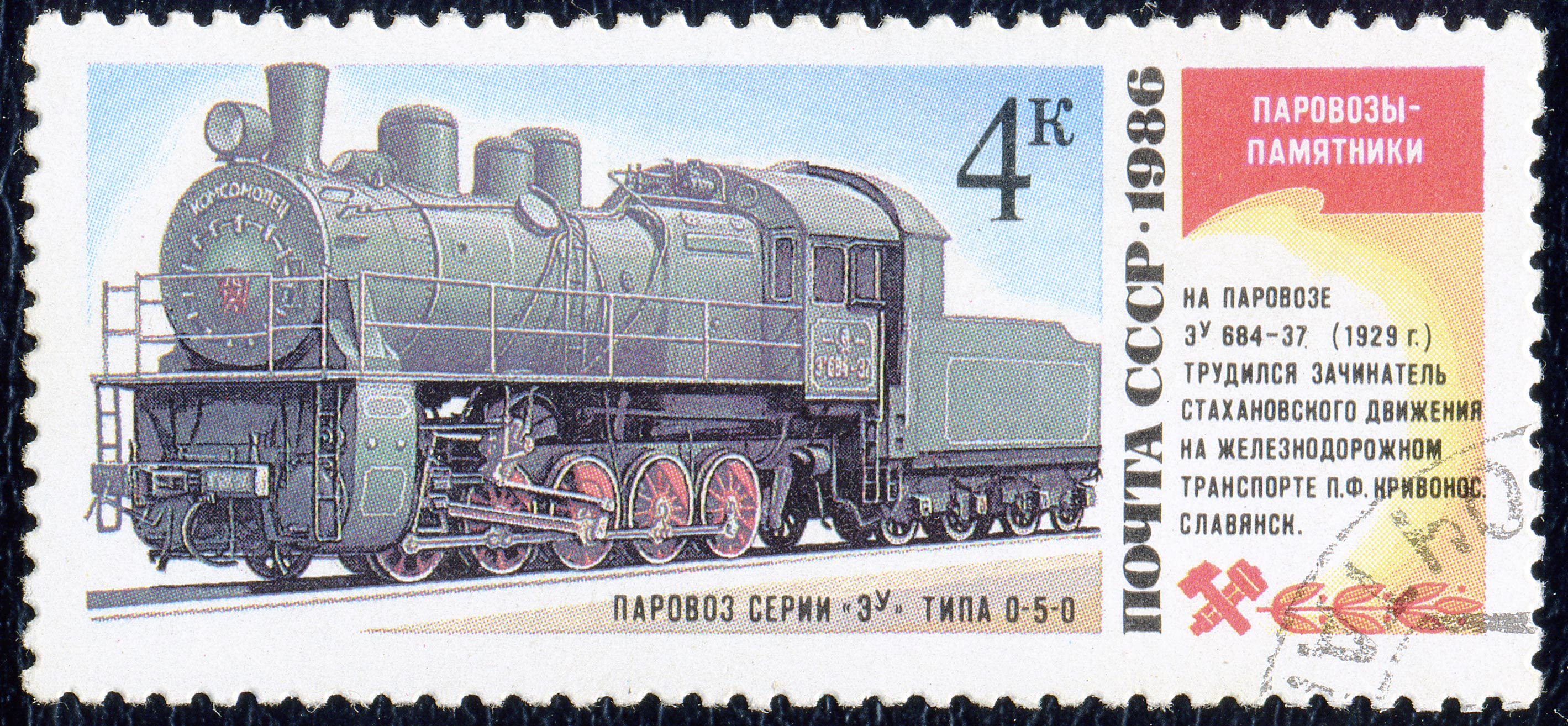
Почтовая марка СССР. 1986. Серия «Паровозы-памятники». Славянск. Паровоз на котором трудился Кривонос.

- Герой Социалистического Труда (5.11.1943)
- 4 ордена Ленина (5.08.1935, 5.11.1943, 31.07.1954, 1.08.1959)
- Орден Октябрьской революции (28.02.1974)
- 4 ордена Трудового Красного Знамени (8.12.1935, 23.01.1948, 21.05.1951, 10.07.1970)
- Орден Суворова 2-й степени (29.07.1945)
- Орден Красной Звезды (24.07.1942)
- Орден «Знак Почёта» (23.11.1939)
- Орден Дружбы народов (11.07.1980)
- Медаль «За оборону Сталинграда»
- Медаль «За оборону Кавказа»
- Другие медали
- Почётный гражданин Славянска (1971)[5].
- Два знака «Почётному железнодорожнику»

## Память
- В честь Кривоноса в Славянске названа улица в железнодорожном районе, в Киеве — площадь и железнодорожная станция, на доме № 8 установлена мемориальная доска.
- В 1972 году в локомотивном депо Славянска на постаменте был установлен паровоз Эу684-37, на котором Пётр Фёдорович установил свой рекорд.
- В Зеленогорске (Санкт-Петербург) есть Кривоносовская улица и Кривоносовский переулок.
- В Выборге есть улица Кривоносова (форма «Кривоносовская» была изменена в ходе послевоенной унификации названий).

## Запись голоса П. Ф. Кривоноса
В 1936 году П. Ф. Кривонос записал на грампластинку фрагмент своей речи, произнесённой незадолго до этого (13 апреля) на 10-м Съезде ВЛКСМ.